# Zaglyptogastra afra
Zaglyptogastra afra är en stekelart som först beskrevs av Szepligeti 1905.  Zaglyptogastra afra ingår i släktet Zaglyptogastra och familjen bracksteklar. Inga underarter finns listade i Catalogue of Life.